# Liste der Bodendenkmäler in Pappenheim
Auf dieser Seite sind die Bodendenkmäler in der mittelfränkischen Stadt Pappenheim zusammengestellt. Diese Tabelle ist eine Teilliste der Liste der Bodendenkmäler in Bayern. Grundlage ist die Bayerische Denkmalliste, die auf Basis des Bayerischen Denkmalschutzgesetzes vom 1. Oktober 1973 erstmals erstellt wurde und seither durch das Bayerische Landesamt für Denkmalpflege geführt wird. Die folgenden Angaben ersetzen nicht die rechtsverbindliche Auskunft der Denkmalschutzbehörde.

## Bodendenkmäler der Gemeinde Pappenheim

### Bodendenkmäler in der Gemarkung Bieswang
| Lage                           | Objekt | Akten-Nr.     | Bild |
| ------------------------------ | --- | ------------- | ---- |
| Bieswang Pappenheim (Standort) | Grabhügel vorgeschichtlicher Zeitstellung.                                                                     | D-5-7032-0002 |      |
| Bieswang Pappenheim (Standort) | Grabhügel vorgeschichtlicher Zeitstellung.                                                                     | D-5-7032-0003 |      |
| Bieswang Pappenheim (Standort) | Straße des Mittelalters.                                                                                       | D-5-7032-0006 |      |
| Bieswang Pappenheim (Standort) | Siedlung des späten Neolithikums oder der frühen Bronzezeit.                                                   | D-5-7032-0008 |      |
| Bieswang Pappenheim (Standort) | Römische Villa rustica.                                                                                        | D-5-7032-0011 |      |
| Bieswang Pappenheim (Standort) | Straßentrasse und Villa rustica der römischen Kaiserzeit.                                                      | D-5-7032-0012 |      |
| Bieswang Pappenheim (Standort) | Siedlung vorgeschichtlicher Zeitstellung.                                                                      | D-5-7032-0032 |      |
| Bieswang Pappenheim (Standort) | Mittelalterliche und frühneuzeitliche Befunde im Bereich der Kirche St. Martin und ihres ummauerten Kirchhofs. | D-5-7032-0113 |      |

### Bodendenkmäler in der Gemarkung Geislohe
| Lage                           | Objekt                                                                     | Akten-Nr.     | Bild |
| ------------------------------ | -------------------------------------------------------------------------- | ------------- | ---- |
| Geislohe Pappenheim (Standort) | Bronzezeitliche Grabhügelgruppe mit frühlatènezeitlichen Nachbestattungen. | D-5-7031-0012 |      |
| Geislohe Pappenheim (Standort) | Grabhügel vorgeschichtlicher Zeitstellung.                                 | D-5-7031-0013 |      |

### Bodendenkmäler in der Gemarkung Göhren
| Lage                         | Objekt                                                                                              | Akten-Nr.     | Bild |
| ---------------------------- | --------------------------------------------------------------------------------------------------- | ------------- | ---- |
| Göhren Pappenheim (Standort) | Grabhügel vorgeschichtlicher Zeitstellung.                                                          | D-5-7032-0015 |      |
| Göhren Pappenheim (Standort) | Grabhügelgruppe vorgeschichtlicher Zeitstellung.                                                    | D-5-7032-0016 |      |
| Göhren Pappenheim (Standort) | Grabhügelfeld der Bronzezeit, Hallstatt- und Latènezeit und Villa rustica der römischen Kaiserzeit. | D-5-7032-0017 |      |
| Göhren Pappenheim (Standort) | Grabhügelfeld der Bronzezeit.                                                                       | D-5-7032-0116 |      |

### Bodendenkmäler in der Gemarkung Neudorf
| Lage                          | Objekt | Akten-Nr.     | Bild |
| ----------------------------- | --- | ------------- | ---- |
| Neudorf Pappenheim (Standort) | Siedlung der Hallstattzeit und wohl frühmittelalterliche Abschnittsbefestigung.                                                           | D-5-7032-0021 |      |
| Neudorf Pappenheim (Standort) | Grabhügel vorgeschichtlicher Zeitstellung.                                                                                                | D-5-7032-0022 |      |
| Neudorf Pappenheim (Standort) | Grabhügelgruppe(n) vorgeschichtlicher Zeitstellung mit Funden der Bronzezeit.                                                             | D-5-7032-0023 |      |
| Neudorf Pappenheim (Standort) | Untertägige mittelalterliche und frühneuzeitliche Teile der Kirchenruine St. Thoma und Wüstung des frühen und hohen Mittelalters (Sezzi). | D-5-7032-0024 |      |
| Neudorf Pappenheim (Standort) | Grabhügelgruppe vorgeschichtlicher Zeitstellung.                                                                                          | D-5-7032-0025 |      |
| Neudorf Pappenheim (Standort) | Grabhügel vorgeschichtlicher Zeitstellung.                                                                                                | D-5-7032-0026 |      |
| Neudorf Pappenheim (Standort) | Grabhügel der Bronzezeit und Hallstattzeit.                                                                                               | D-5-7032-0028 |      |
| Neudorf Pappenheim (Standort) | Grabhügelfeld der Bronzezeit und Hallstattzeit mit mindestens 15 Hügeln und Nachbestattungen der Latènezeit und des frühen Mittelalters.  | D-5-7032-0088 |      |
| Neudorf Pappenheim (Standort) | Freilandstation des Mesolithikums und Siedlung der frühen Latènezeit.                                                                     | D-5-7032-0098 |      |
| Neudorf Pappenheim (Standort) | Siedlung des Neolithikums, der Bronzezeit, Hallstatt- und Latènezeit und vermutlich mittelalterliche Wüstung.                             | D-5-7032-0100 |      |
| Neudorf Pappenheim (Standort) | Siedlung der Späthallstatt- und der Latènezeit.                                                                                           | D-5-7032-0103 |      |
| Neudorf Pappenheim (Standort) | Mittelalterliche und frühneuzeitliche Befunde im Bereich der Evang.-luth. Pfarrkirche St. Jakobus in Neudorf.                             | D-5-7032-0119 |      |

### Bodendenkmäler in der Gemarkung Ochsenhart
| Lage                             | Objekt                                            | Akten-Nr.     | Bild |
| -------------------------------- | ------------------------------------------------- | ------------- | ---- |
| Ochsenhart Pappenheim (Standort) | Silexbergbau und Schlagplatz des Endneolithikums. | D-5-7032-0029 |      |

### Bodendenkmäler in der Gemarkung Osterdorf
| Lage                            | Objekt | Akten-Nr.     | Bild |
| ------------------------------- | --- | ------------- | ---- |
| Osterdorf Pappenheim (Standort) | Bestattungsplatz vorgeschichtlicher Zeitstellung mit einem Grabhügel.                                                                                            | D-5-7031-0016 |      |
| Osterdorf Pappenheim (Standort) | Bestattungsplatz vorgeschichtlicher Zeitstellung mit Grabhügeln.                                                                                                 | D-5-7031-0021 |      |
| Osterdorf Pappenheim (Standort) | Siedlung vor- und frühgeschichtlicher Zeitstellung. | D-5-7031-0025 |      |
| Osterdorf Pappenheim (Standort) | Bestattungsplatz vorgeschichtlicher Zeitstellung mit Grabhügeln.                                                                                                 | D-5-7031-0263 |      |
| Osterdorf Pappenheim (Standort) | Untertägige mittelalterliche und frühneuzeitliche Befunde im Bereich der Evangelisch-Lutherischen Pfarrkirche St. Erhard in Osterdorf und ihrer Vorgängerbauten. | D-5-7031-0264 |      |
| Osterdorf Pappenheim (Standort) | Bergbauareal der Vor- und Frühgeschichte oder des Mittelalters.                                                                                                  | D-5-7031-0336 |      |

### Bodendenkmäler in der Gemarkung Pappenheim
| Lage                  | Objekt | Akten-Nr.     | Bild |
| --------------------- | --- | ------------- | ---- |
| Pappenheim (Standort) | Straße der römischen Kaiserzeit. | D-5-7031-0001 |      |
| Pappenheim (Standort) | Mittelalterliche und frühneuzeitliche Befunde im Bereich der befestigten Altstadt von Pappenheim.                                                                  | D-5-7031-0002 |      |
| Pappenheim (Standort) | Höhensiedlung der Chamer Gruppe, der Bronzezeit, Urnenfelder- und Hallstattzeit und frühmittelalterliche Abschnittsbefestigung.                                    | D-5-7031-0003 |      |
| Pappenheim (Standort) | Neolithische und bronzezeitliche Siedlung und mittelalterlicher Eisenverhüttungsplatz.                                                                             | D-5-7031-0005 |      |
| Pappenheim (Standort) | Hallstattzeitliche Siedlung und Burg des hohen Mittelalters. | D-5-7031-0008 |      |
| Pappenheim (Standort) | Untertägige Bestandteile der mittelalterlichen Stadtbefestigung.                                                                                                   | D-5-7031-0253 |      |
| Pappenheim (Standort) | Mittelalterliche und frühneuzeitliche Befunde im Bereich der unbefestigten Teile der Altstadt von Pappenheim nördlich der Altmühl.                                 | D-5-7031-0254 |      |
| Pappenheim (Standort) | Archäologische Befunde im Bereich des neuzeitlichen jüdischen Friedhofs von Pappenheim.                                                                            | D-5-7031-0255 |      |
| Pappenheim (Standort) | Mittelalterliche und frühneuzeitliche Befunde im Bereich der Evangelisch-Lutherischen Pfarrkirche St. Gallus in Pappenheim und ihrer Vorgängerbauten mit Friedhof. | D-5-7031-0256 |      |
| Pappenheim (Standort) | Untertägige Bestandteile der mittelalterlichen evang.-luth. Pfarrkirche St. Marien und Vorgängerbau.                                                               | D-5-7031-0257 |      |
| Pappenheim (Standort) | Untertägige Bestandteile einer Schlossanlage des späten Mittelalters und der frühen Neuzeit.                                                                       | D-5-7031-0258 |      |
| Pappenheim (Standort) | Untertägige Bestandteile des ehemaligen Augustinerchorherrenklosters mit Klosterkirche und Vorgängerbauten.                                                        | D-5-7031-0259 |      |
| Pappenheim (Standort) | Untertägige Bestandteile und Vorgängerbauten der evang.-luth. Filialkirche St. Michael.                                                                            | D-5-7031-0261 |      |
| Pappenheim (Standort) | Siedlung vor- und frühgeschichtlicher Zeitstellung. | D-5-7031-0270 |      |
| Pappenheim (Standort) | Eisenerzbergbau des Mittelalters. | D-5-7031-0331 |      |
| Pappenheim (Standort) | Grabhügel vorgeschichtlicher Zeitstellung. | D-5-7031-0332 |      |
| Pappenheim (Standort) | Mittelalterlicher Eisenerzbergbau. | D-5-7031-0334 |      |

### Bodendenkmäler in der Gemarkung Schambach
| Lage                               | Objekt                                       | Akten-Nr.     | Bild |
| ---------------------------------- | -------------------------------------------- | ------------- | ---- |
| Schambach Treuchtlingen (Standort) | Siedlung der Bronzezeit und Urnenfelderzeit. | D-5-7031-0221 |      |

### Bodendenkmäler in der Gemarkung Suffersheim
| Lage                                        | Objekt                                                         | Akten-Nr.     | Bild |
| ------------------------------------------- | -------------------------------------------------------------- | ------------- | ---- |
| Suffersheim Weißenburg in Bayern (Standort) | Hoch- und spätmittelalterliche Kapellenwüstung St. Gunthildis. | D-5-7032-0072 |      |

### Bodendenkmäler in der Gemarkung Zimmern
| Lage                          | Objekt                                                             | Akten-Nr.     | Bild |
| ----------------------------- | ------------------------------------------------------------------ | ------------- | ---- |
| Zimmern Pappenheim (Standort) | Siedlung und Grabenwerk vor- und frühgeschichtlicher Zeitstellung. | D-5-7031-0329 |      |
| Zimmern Pappenheim (Standort) | Mittelalterlicher Burgstall.                                       | D-5-7031-0333 |      |
| Zimmern Pappenheim (Standort) | Grabhügel vorgeschichtlicher Zeitstellung.                         | D-5-7032-0030 |      |

### Bodendenkmäler in der Gemarkung Übermatzhofen
| Lage                                | Objekt                                                                 | Akten-Nr.     | Bild |
| ----------------------------------- | ---------------------------------------------------------------------- | ------------- | ---- |
| Übermatzhofen Pappenheim (Standort) | Brandgräber der römischen Kaiserzeit.                                  | D-5-7031-0028 |      |
| Übermatzhofen Pappenheim (Standort) | Siedlung der Eisenzeit.                                                | D-5-7031-0266 |      |
| Übermatzhofen Pappenheim (Standort) | Mittelalterlicher Vorgängerbau der evang.-luth. Pfarrkirche St. Georg. | D-5-7031-0267 |      |
| Übermatzhofen Pappenheim (Standort) | Bergbau und Eisenverhüttung des Mittelalters.                          | D-5-7031-0335 |      |